# هارولد راغ
والدراسات العليا
هارولد رج (Harold Rugg) (1886-1960) كان يعمل إصلاحيًا تربويًا في أوائل القرن التاسع عشر، وشارك في حركة التربية التقدمية. توجه راغ، الذي تدرب في الأصل على الهندسة المدنية في كلية دارتموث (درجة البكالوريوس 1908 وهندسة التحكم الآلي 1909)، لدراسة علم النفس، وعلم الاجتماع، والتربية في جامعة إلينوي حيث أكمل رسالةً علميةً بعنوان «التحديد التجريبي للانضباط العقلي في الدراسات المدرسية.» وبعد حصوله على شهادة الدكتوراه ذهب للتدريس في جامعة شيكاغو وأصبح فيما بعد أستاذًا بكلية المعلمين في جامعة كولومبيا. كما درس الإبداع الذي يعتقد أنه حيوي لعملية التعلم. وقد ألف أول سلسلة كتب مدرسية، كما كانت كتبه في الدراسات الاجتماعية متداولةً بدرجة كبيرة في المدارس الأمريكية. وفي أوائل الأربعينيات، فقدت كتبه التأييد الذي كانت تحظى به في السابق بسبب حملة أدارتها منظمات تجارية كبيرة مثل اتحاد الإعلان الأمريكي (AFA) ومنظمة الفيلق الأمريكي. كان سبب الجدال أن راغ أورد في بعض كتبه المدرسية بعض الأفكار المؤيدة للاشتراكية وانتقادات لاتحاد الإعلانات الأمريكي.

## السيرة الذاتية
ولد هارولد أوردواي راغ في 17 يناير، 1886 في فيتشبورغ، ماساتشوستس. توجه هارولد أردواي راغ إلى مدرسة في كلية دارتموث، حيث حصل على درجتي البكالوريوس في الهندسة المدنية عام 1908، وعلى درجة الدراسات العليا في الهندسة المدنية عام 1909. وقد عمل راغ كمهندس مدني قبل أن يصبح أستاذًا في جامعة ميليكين في ديكاتور، إلينوي، حيث أصبح مهتمًا بكيفية تعلم الطلاب. وبدأ راغ التدريس في جامعة إلينوي في عامي 1911 و1915، وقدم رسالته العلمية، «التحديد التجريبي للانضباط في الدراسات العقلية المدرسية» من أجل الحصول على شهادة الدكتوراه في التربية والتعليم. وخلال الحرب العالمية الأولى، شغل راغ منصب عضو لجنة الجيش لتصنيف الأفراد العاملين تحت إمرة تشارلز إتش جو (Charles H Judd). وكانت اللجنة معنية باختبار البالغين من حيث الجدارة والذكاء. وقد استغل راغ تجربته في فترة الحرب في إجراء إحصائيات تربوية لدراسة تربية الأطفال. ودرّس راغ في جامعة شيكاغو في الفترة ما بين 1915 وشهر يناير من عام 1920، حيث أصبح رائدًا في تطبيق الأساليب الكمية في المشاكل التربوية. وفي عام 1917، قام بنشر الأساليب الإحصائية المطبقة على التربية، كما نشر في عام 1926 كتاب المدرسة الذي تركز على الطفل، والذي كان له أثر مبكر على حركة التربية التقدمية. وقد عمل هارولد أردواي راغ بوظيفة في كلية المعلمين في جامعة كولومبيا، حيث ظل هناك حتى تقاعده في عام 1951. وبينما كان يمارس التدريس في جامعة كولومبيا، أصبح راغ متحدثًا لوجهة نظر إعادة البناء، التي تنظر إلى التعليم الرسمي كعامل للتغيير الاجتماعي. وانتشرت تلك الآراء على نطاق واسع عندما كان راغ معنيًا بتعزيز العلوم الاجتماعية وعمل منهجًا دراسيًا لهذه المادة. وقد أنشأ السلسلة الأولى من كتاب تربوي بعنوان «الإنسان ومجتمعه المتغير»، وهو كتاب الدراسات الاجتماعية للمرحلة الإعدادية الذي شغل 14 مجلدًا من عام 1929 حتى أوائل الأربعينيات. وقع كتاب الإنسان ومجتمعه المتغير تحت تدقيق منظمتي اتحاد الإعلان الأمريكي والفيلق الأمريكي لما احتواه من أفكار تناصر الاشتراكية لأنه يبين المجتمع الأمريكي بما فيه من نقاط قوة ونقاط ضعف. ورأى اتحاد الإعلان الأمريكي (AFA) ومنظمة الفيلق الأميركي أن هذه المواضيع تقوض سلامة الولايات المتحدة. وعلى إثر ذلك، قام العديد من القطاعات التعليمية بسحب سلسلة الكتب المدرسية الخاصة براغ وفرضت رقابةً عليها فيما بعد. وقد نشر راغ كتاب الثقافة والتربية في أمريكا عام 1931، والتكنولوجيا العظيمة في عام 1933، والحياة الأمريكية، والمناهج المدرسية في عام 1936. وناقش كل كتاب من هذه الكتب مشاكل المجتمع الأمريكي، وكيفية قيام المدرسة بدور في حلها. وبالإضافة إلى خطة الهندسة الاجتماعية لمتبني إعادة البناء، رأى راغ أن السلامة الفردية أمر حيوي لبناء مجتمع جيد ويمكن تعزيزها من خلال التعبير الإبداعي عن الذات. ولذلك، دافع راغ عن التوسع في الأنشطة الإبداعية داخل المنهج الدراسي، وواصل البحث في الإبداع بعد تقاعده من جامعة كولومبيا في عام 1951. وقد توفي هارولد أردواي راغ في منزله يوم 17 مايو، 1960، في وودستوك، نيويورك. وقد نُشر بعد وفاته في عام 1963 تصور له كان بمثابة حد الذروة لأبحاثه في العملية الإبداعية.

## التعليم
1908 - البكالوريوس من كلية دارتموس
1909 - الماجستير من كلية دارتموس
1915 - دكتوراه في التربية من جامعة إلينوي
الخبرة المهنية:
1909-1910? - شركة Missouri Pacific Railroad – مهندس مدني
?1910-1911 - جامعة جيمس ميليكان – أستاذ
?1914-1915 - الجيش الأمريكي – باحث
1915-1920 - جامعة شيكاغو – أستاذ
1920-1951 - جامعة كولومبيا - أستاذ

## قائمة المصادر
1915 - "The Experimental Determination of Mental Discipline in School Studies."
1917 – "Statistical Methods Applied to Education"
1926 – "The Child-Centered School"
1929 – "Man and His Changing Society"
1931 – "Culture and Education in America"
1933 – "The Great Technology"
1936 – "American Life and the School Curriculum"
1963 – "Imagination"

## حقائق مثيرة
- كان راغ مصدقًا لدمج العلوم الاجتماعية ووضع مقررات موادها.
- أنشأ السلسلة الأولى للكتاب التعليمي «الإنسان ومجتمعه المتغير».
- وبالإضافة إلى خطة الهندسة الاجتماعية لمتبني إعادة البناء، رأى راغ أن السلامة الفردية أمر حيوي لبناء مجتمع جيد ويمكن تعزيزها من خلال التعبير الإبداعي عن الذات.

## روابط خارجية
- هارولد راغ على موقع الموسوعة البريطانية (الإنجليزية)